# Ron DeSantis
Ronald Dion DeSantis (Jacksonville, Florida, 1978. szeptember 14. –) amerikai politikus és ügyvéd, 2019-től Florida 46. kormányzója. A Republikánus Párt tagjaként 2013 és 2018 között Florida 6. körzetét képviselte a Képviselőházban.
DeSantist először 2012-ben választották be a Kongresszusba, majd 2014-ben és 2016-ban újraválasztották. 2015-ben bejelentette, hogy indul a 2016-os választáson Florida szenátori posztjáért; az addigi szenátor, Marco Rubio ekkor még a 2016-os amerikai elnökválasztás republikánus előválasztásán vett részt. Amikor Rubio visszalépett az elnökjelöltségi előválasztásból, bejelentette, hogy újra indul a szenátusi választáson; ekkor DeSantis visszalépett a jelöltségtől. Képviselőként vált ismertté Donald Trump szövetségeseként. DeSantis gyakran kritizálta Robert Mueller jogi tanácsadó 2016-os elnökválasztásba való feltételezett orosz beavatkozással kapcsolatos vizsgálatát.
DeSantis megnyerte a republikánus előválasztást Florida kormányzói székéért 2018. augusztus 28-án. DeSantis a demokraták jelöltjével, Andrew Gillum tallahasseei polgármesterrel mérkőzött meg a választáson. A két jelölt szoros eredménye miatt gépi újraszámlálást hajtottak végre. November 20-án DeSantist hirdették ki a győztesnek. 2022-ben történelmi győzelmet aratott újraválasztása során, majdnem 20%-os előnnyel végzett demokrata ellenfele előtt.
A Covid19-pandémia közben DeSantis nem volt hajlandó arcmaszkokat bevezetni az államban, illetve nem tette kötelezővé a vakcinákat se. 2021 májusában aláírt egy törvényjavaslatot, amely megakadályozta, hogy az államban az iskolák és üzletek kérjenek oltottsági bizonyítékot az épületekbe belépő személyektől. 2022 márciusában aláírta a „Ne Mondd, hogy Meleg” törvényt, amely törvényellenessé tette a szexuális orientációról és nemi identitásról való tanítást harmadik osztályig.
Azt követően, hogy 2022-ben a szavazatok nagy százalékának megszerzésével újraválasztották, valószínűnek tűnt, hogy DeSantis elindul a 2024-es elnökválasztáson is. Jelöltségét 2023. május 24-én jelentette be, a kampányt 2024 januárjában, az előválasztási ciklus első pártgyűlése után függesztette fel.

## A hadseregben
2004-ben, miközben a Harvard Jogi Egyetemen tanult, DeSantis tiszt lett az Amerikai Egyesült Államok Haditengerészetében. 2005-ben fejezte be a haditengerészeti jogi iskolát. 2006-ban hadnagy lett és a Joint Task Force-Guantanamo parancsnoka alatt dolgozott, a Guantánamói-öbölben található amerikai fogolytáborban.
2007-ben csatlakozott a SEAL Team One-hoz, amelyet Irakba küldtek, a parancsnok jogi tanácsadójaként.
DeSantis 2008 áprilisában tért vissza az Egyesült Államokba. Az Igazságügyi Minisztérium kinevezte Florida középső körzete asszisztens jogászának. 2010-ben ért vége pályafutása a hadseregben és hadnagyi tisztséggel elfogadta tartalékos pozícióját, amelynek még napjainkig is tagja.

## A képviselőház tagjaként

### 2012-es választás

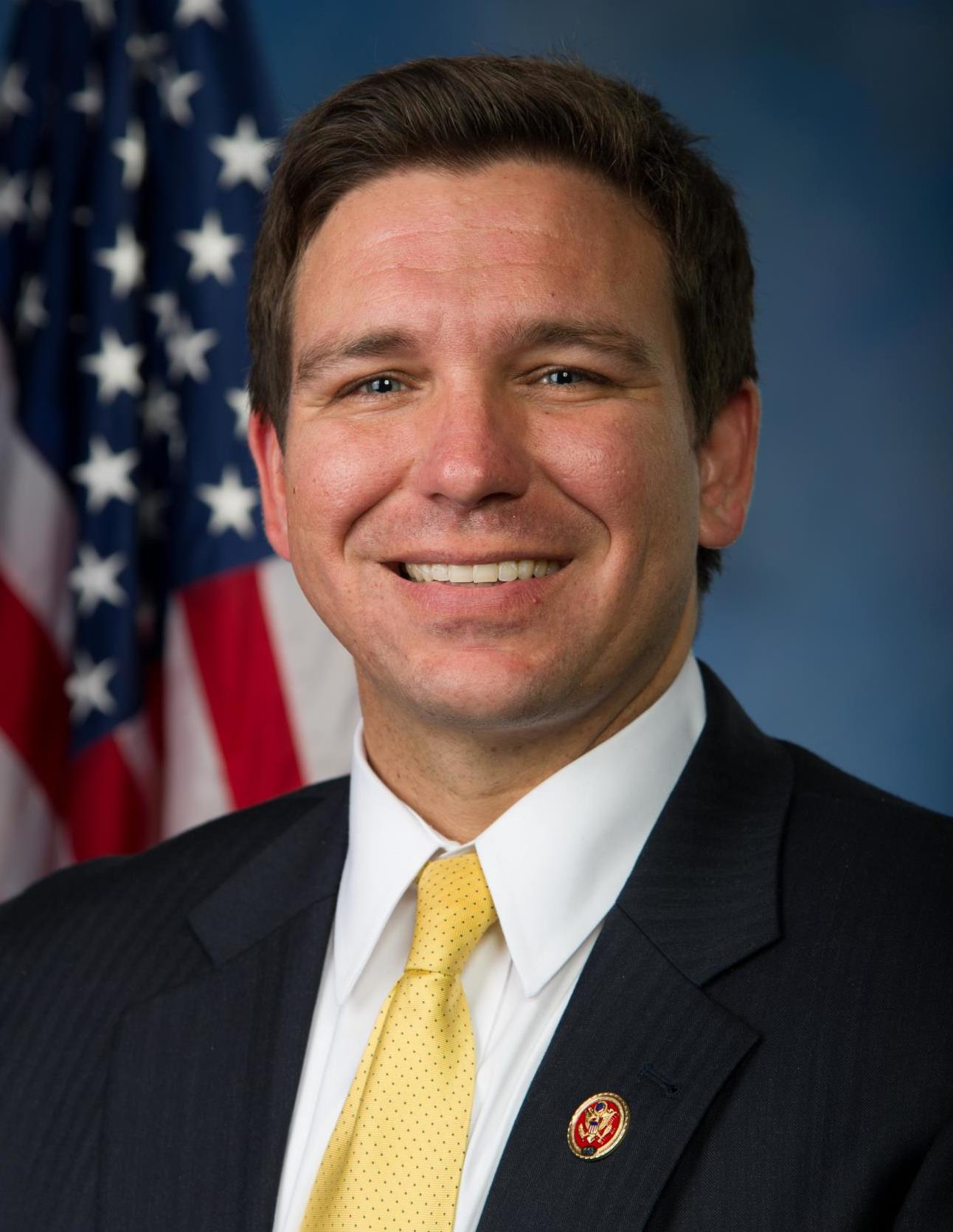
DeSantis portréja a 113. kongresszusban

2012-ben DeSantis bejelentette, hogy indul a Republikánus előválasztáson, Florida 6. kongresszusi körzetében. Korábban ez a 7. körzet volt és John Mica területe, de Mica inkább úgy döntött, hogy az új hetedik körzetben indul, Orlandóban.
DeSantis megnyerte a hat jelöltből álló előválasztást, a szavazatok 39%-át megszerezve, 16%-kal megelőzve a második helyezett Fred Costello-t. A novemberi választáson DeSantis legyőzte Heather Beaven demokrata jelöltet, mind a négy megyében többséget szerzett. 2014-ben és 2016-ban is újraválasztották.

### Bizottsági tagságok
A 114. kongresszus kezdete előtt, DeSantis a nemzetbiztonsági altanács elnöke lett was.
- Külügyi Bizottság
  - Közel-keleti és Dél-ázsiai albizottság
  - Nyugati félteke albizottság
- Bírósági Bizottság
  - Alkotmányos és polgári igazságszolgáltatás albizottság
  - Bíróság, szellemi alkotás és internet albizottság
- Kormányreform és felügyeleti bizottság
  - Szövetségi munkaerő, posta és népszámlálási albizottság
  - Gazdasági növekedés, munkalehetőség és szabályzási albizottság
- Republikánus Tanulmányi Bizottság

### Törvényjavaslatok
DeSantis volt a 2014-es H.R. 3973 törvény megalkotója, amelyet január 29-én indítványozott a Képviselőházban. A törvény szerint a Igazságügyi Minisztérium kötelessége lett volna, hogy a Kongresszus tudomására hozza, ha bármelyik szövetségi ügynökség valamilyen okból nem hajtott végre bármely törvényt vagy rendeletet. Ezen belül meg kellett volna indokolniuk ezen döntésüknek okát. DeSantis a következőt mondta a törvényről: „Obama elnök nem csak sikertelen volt a nemzetünk törvényeinek betartásában, hanem megígérte, hogy ezt folytatni is fogja, hogy népszerűtlen politikáját törvénybe iktassa... Az amerikai népnek joga van tudni, hogy melyik törvényeket és miért nem hajlandó végrehajtani az Obama-kormány.” A Képviselőházban elfogadták a javaslatot, de nem lett belőle törvény.
DeSantis 2013-ban megígérte, hogy ellene fog szavazni bármely olyan klímaváltozással kapcsolatos törvénynek, amely adókat is emelne.
2017 augusztusában DeSantis hozzáadott egy részletet a 2018-as költségvetéshez, amely véget vetett volna a Mueller-nyomozás vagy „nyomozásnak, amely hasonló ügyben nyomoz 2015 júniusa előtti időszakban” (a hónap, amelyben Trump bejelentette, hogy indul elnöki posztjáért) pénzügyi támogatásának. A DeSantis-javaslat szerint 2017 novemberére már véget ért volna a nyomozás támogatása.

### 2016-os szenátusi választás
2015 májusában DeSantis bejelentette, hogy indulni fog Marco Rubio szenátor székéért a 2016-os választásokon, aki eredetileg nem tervezett újra indulni, mivel az elnöki címet célozta meg. Mikor Rubio elnöki kampánya sikertelen lett és visszatért a szenátusi pozíciójához, DeSantis visszalépett és indult képviselőházi székéért.

## Kormányzóként

### Választás

#### 2018

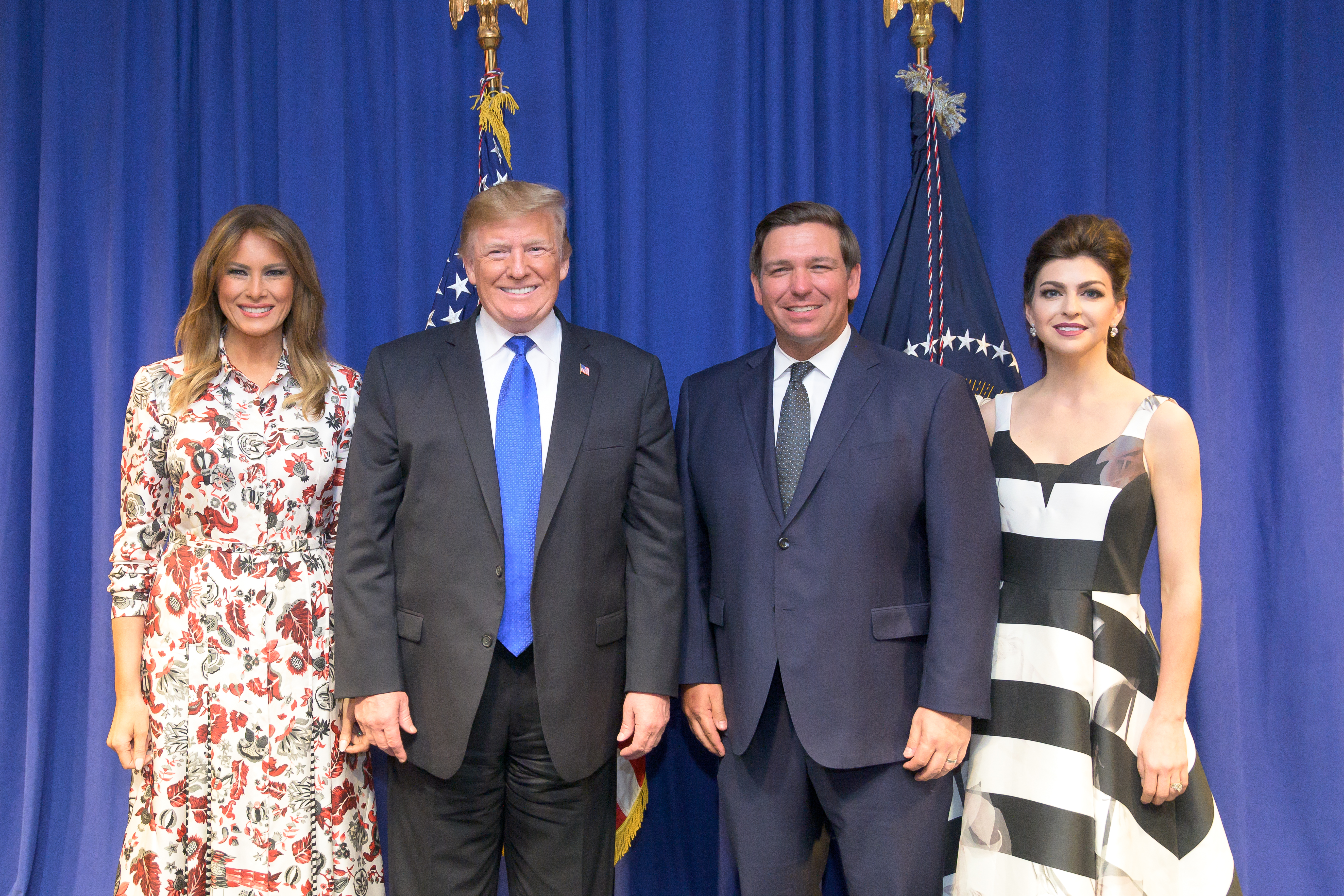
DeSantis és felesége (jobb oldalon), Casey az amerikai elnökkel és feleségével, 2019-ben

2018 januárjában DeSantis bejelentette, hogy indul a floridai kormányzói székért, hogy Rick Scott utódja legyen. Trump 2017 decemberében azt mondta, hogy ő DeSantis-t támogatná, ha indul a választáson. Az előválasztáson DeSantis kijelentette, hogy Trump nagy támogatója, egyik kampányhirdetésében megtanította gyermekeit arra, hogy hogyan kell falat építeni és azt mondani, hogy „Make America Great Again” és olyan ruhákba öltöztette be őket, amin a szlogen szerepelt. Mikor megkérdezték, hogy van-e valami, amin nem ért egyet Trumppal, DeSantis azt mondta, hogy nincs.
2018. augusztus 28-án DeSantis megnyerte a republikánus előválasztást, legyőzve Adam Putnamt. Következő ellenfele a demokrata Andrew Gillum volt, a választást a szakértők szerint mindkettőjüknek hasonló esélye volt.

DeSantis egy nyilatkozata országszerte nagy figyelmet kapott és a floridai demokraták rasszistának nevezték. Dexter Filkins (The New Yorker) a következőt írta a helyzetről:
DeSantis kampányát egy katasztrofális baklövéssel kezdte, élő adásban mondta, hogy „Az utolsó dolog, amire szükségünk van az, hogy ezt elmajmoljuk” azzal, hogy megválasztják Gillumöt. DeSantis kitartott amellett, hogy nem volt rasszista szándéka—„Nagyon sok ilyen furcsa kifejezést használ” mondta egyik korábbi kollégája—és a felháborodás elhalt. De a rossz ízlésű vicc hátrányba helyezte. „Gyerekkesztyűvel kezeltük Gillumöt” mondta nekem egy DeSantis-hoz közel álló ügyvéd. „Nem üthetjük meg, mert próbálunk védekezni, hogy nem vagyunk rasszisták.”
2018 szeptemberében DeSantis bejelentette, hogy Jeanette Núñez lesz helyettes kormányzó-jelöltje. 2018. szeptember 10-én mondott le, hogy kormányzói jelöltségére koncentráljon. Ugyanebben a hónapban Joe Scarborough kritizálta a jelöltet, hogy nincsen egy tiszta politikai irányvonala. Ennek következtében DeSantis lemondott egy interjút a Tampa Bay Times-szal, hogy koncentráljon a politikájáról szóló interjúra való felkészülésre.

##### Eredmény
Az első eredmények szerint DeSantis közel 100 ezer szavazattal vezetett, így Gillum elismerte vereségét. Később visszavonta közleményét, mikor később már csak 34 ezerre voltak egymástól (0,4%). A szavazatokat ezért újra kellett számolni.
A szavazatszámlálás november 15-ös határidővel kezdődött újra. Ugyan három megye nem adta le időben, nem hosszabbították meg, így DeSantis lett a hivatalos győztes és Gillum ismét beismerte vereségét.

#### 2022

DeSantis választási győzelme 2022-ben

2021 októberében DeSantis bejelentette, hogy indul a 2022-es választáson. Demokrata ellenfele Charlie Crist volt, korábbi képviselő. Crist 2007 és 2011 között már volt Florida kormányzója, akkor még republikánusként. 2010-ben elhagyta a pártot, majd 2012-ben demokrata lett. 2022. november 8-án DeSantis legyőzte Cristet és újraválasztották. DeSantis nagy különbséggel győzött, állami szinten 19,4%-kal előzte meg ellenfelét és egyben a legnagyobb választási különbség volt az államban 1982 óta. Ezt részben annak köszönhette, hogy megnyerte Miami-Dade megyét, ami addig egyike volt a kevés demokrata-megyéknek az elmúlt évtizedekben, illetve Palm Beach megyét, ami nem volt republikánus 1986 óta.

## 2024-es elnökválasztás

Kampánylogója

2021 és 2023 között többször is szóba esett, hogy DeSantis indulhatna a 2024-es választáson. 2021 szeptemberében a lehetőségre azt mondta, hogy „nonszensz.” 2023 áprilisában már úgy nyilatkozott, hogy „Nem vagyok jelölt, meglátjuk, ha és, amikor ez megváltozik.” Ekkor Donald Trump még előnyben volt a republikánus jelöltségért, de DeSantis jobban teljesített a közvéleménykutatásokon országos szinten.
Egy 2022-es, a Conservative Political Action Conference gyűlésen folytatott közvéleménykutatás szerint DeSantis a második legkedveltebb jelölt lett volna, a megkérdezettek 28%-ával, míg Trump a szavazatok 59%-át kapta meg. 2022 óta DeSantist az egyik legerősebb jelöltnek tekintik, egyes szakértők szerint akár Trumpot is legyőzheti, de legalábbis megfelelőbb jelölt lenne a Capitolium ostromára és az azt követő meghallgatásokra tekintettel. A 2022-es választások után DeSantis jelöltsége egyre valószínűbbnek tűnt, hiszen könnyen legyőzte demokrata ellenfelét Florida kormányzóságáért, míg a Trump által kijelölt jelöltek több helyen is veszítettek. Az, hogy a floridai politikus kiadta The Courage To Be Free című könyvét, szintén arra mutatott, hogy indulni fog.
2023. május 24-én jelentette be jelöltségét a Twitter platformon, annak tulajdonosa, Elon Musk jelenlétében.

## Választási eredmények

### Választások
| Párt         | Jelölt         | Szavazatok | %     |
| ------------ | -------------- | ---------- | ----- |
| Republikánus | Ron DeSantis   | 195 962    | 57,3  |
| Demokrata    | Heather Beaven | 146 489    | 42,8  |
| Összesen     | Összesen       | 342 451    | 100,0 |

| Párt         | Jelölt                    | Szavazatok | %     |
| ------------ | ------------------------- | ---------- | ----- |
| Republikánus | Ron DeSantis (hivatalban) | 166 254    | 62,5  |
| Demokrata    | David Cox                 | 99 563     | 37,5  |
| Összesen     | Összesen                  | 265 817    | 100,0 |

| Párt         | Jelölt                    | Szavazatok | %     |
| ------------ | ------------------------- | ---------- | ----- |
| Republikánus | Ron DeSantis (hivatalban) | 213 519    | 58,6  |
| Demokrata    | Bill McCullough           | 151 051    | 41,4  |
| Összesen     | Összesen                  | 364 570    | 100,0 |

| Párt           | Jelölt                                 | Szavazatok | %     |
| -------------- | -------------------------------------- | ---------- | ----- |
| Republikánus   | Ron DeSantis Jeanette Nuñez            | 4 076 186  | 49,6  |
| Demokrata      | Andrew Gillum Chris King               | 4 043 723  | 49,2  |
| Reform         | Darcy Richardson Nancy Argenziano      | 47 140     | 0,6   |
| Független      | Kyle Gibson Ellen Wilds                | 24 310     | 0,3   |
| Független      | Ryan Christopher Foley John Tutton Jr. | 14 630     | 0,2   |
| Független      | Bruce Stanley Ryan McJury              | 14 505     | 0,2   |
| Más szavazatok | Más szavazatok                         | 67         | 0,0   |
| Összesen       | Összesen                               | 8 220 561  | 100,0 |

| Párt          | Jelölt         | Szavazatok | %     |
| ------------- | -------------- | ---------- | ----- |
| Republikánus  | Ron DeSantis   | 4 610 995  | 59,4  |
| Demokrata     | Charlie Crist  | 3 103 234  | 40,0  |
| Független     | Carmen Gimenez | 31 532     | 0,4   |
| Libertáriánus | Hector Roos    | 19 263     | 0,2   |
| Összesen      | Összesen       | 7 765 024  | 100,0 |

### Előválasztások
| Párt         | Jelölt              | Szavazatok | %     |
| ------------ | ------------------- | ---------- | ----- |
| Republikánus | Ron DeSantis        | 24 132     | 38,8  |
| Republikánus | Fred Costello       | 14 189     | 22,8  |
| Republikánus | Beverly Slough      | 8 229      | 13,2  |
| Republikánus | Craig Miller        | 8 113      | 13,1  |
| Republikánus | Richard Clark       | 6 090      | 9,8   |
| Republikánus | Alec Pueschel       | 739        | 1,2   |
| Republikánus | William Billy Kogut | 628        | 1,0   |
| Összesen     | Összesen            | 62 120     | 100,0 |

| Párt         | Jelölt                    | Szavazatok | %     |
| ------------ | ------------------------- | ---------- | ----- |
| Republikánus | Ron DeSantis (hivatalban) | 41 311     | 61,0  |
| Republikánus | Fred Costello             | 16 690     | 24,7  |
| Republikánus | G.G. Galloway             | 9 683      | 14,3  |
| Összesen     | Összesen                  | 67 684     | 100,0 |

| Párt         | Jelölt                 | Szavazatok | %     |
| ------------ | ---------------------- | ---------- | ----- |
| Republikánus | Ron DeSantis           | 913 679    | 56,5  |
| Republikánus | Adam Putnam            | 591 449    | 36,6  |
| Republikánus | Bob White              | 32 580     | 2,0   |
| Republikánus | Timothy M. Devine      | 21 320     | 1,2   |
| Republikánus | Bob Langford           | 19 771     | 1,2   |
| Republikánus | Bruce Nathan           | 14 487     | 0,9   |
| Republikánus | Don Baldauf            | 13 125     | 0,8   |
| Republikánus | John Joseph Mercadante | 11 602     | 0,7   |
| Összesen     | Összesen               | 1,618,013  | 100.0 |

| Párt         | Jelölt       | Szavazatok | %          |
| ------------ | ------------ | ---------- | ---------- |
| Republikánus | Ron DeSantis | Ismeretlen | Ismeretlen |
| Összesen     | Összesen     | Ismeretlen | Ismeretlen |

## Fordítás
Ez a szócikk részben vagy egészben  a   Ron DeSantis című angol Wikipédia-szócikk ezen változatának fordításán alapul.  Az eredeti cikk szerkesztőit annak laptörténete sorolja fel. Ez a jelzés csupán a megfogalmazás eredetét és a szerzői jogokat jelzi, nem szolgál a cikkben szereplő információk forrásmegjelöléseként.